# Thomaston (Nowy Jork)
Thomaston – wieś w Stanach Zjednoczonych, w stanie Nowy Jork, w hrabstwie Nassau.